# Jakobuskirche (Geroldsgrün)

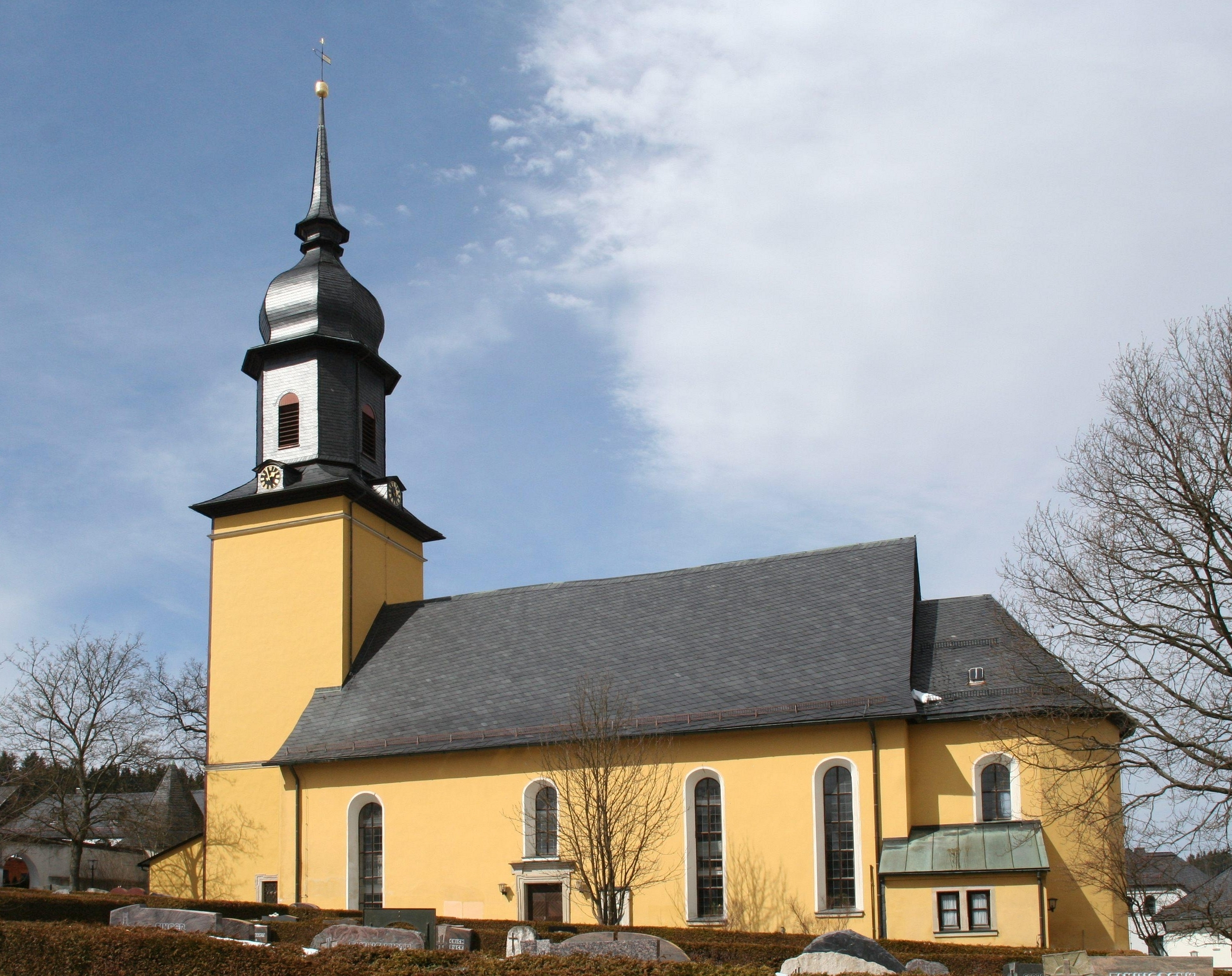
Jakobuskirche in Geroldsgrün

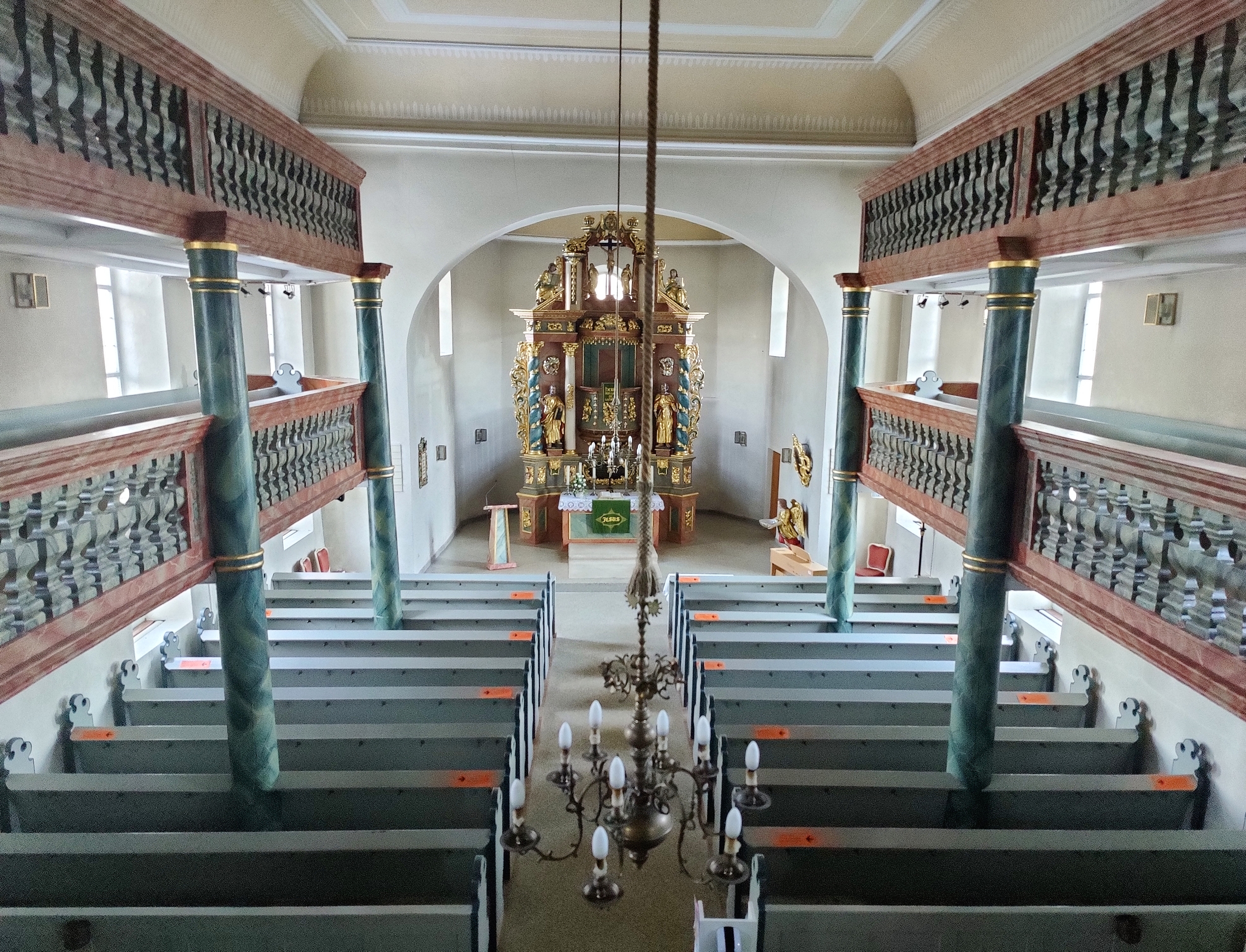
Blick ins Kirchenschiff (2022)

Die Jakobuskirche Geroldsgrün ist eine evangelisch-lutherische Pfarrkirche in Geroldsgrün im oberfränkischen Landkreis Hof (Bayern).

## Geschichte
Die Ursprünge der Jakobuskirche als Wehrkirche gehen auf den Anfang des 11. Jahrhunderts zurück. Verbunden mit einer Einsiedelei der Franziskaner gehörte sie zu Steben, später zu Lichtenberg, bis sie 1564 Mittelpunkt einer selbständigen Pfarrei wurde. Die Kirchengemeinde ist Teil des Dekanats Naila.
Die Kirche gestalteten namentlich bekannte Kunsthandwerker der unmittelbaren Umgebung, aber auch überregionale Künstler. 1738–41 kam es zum Neubau des Turmes (im Westen) nach Entwurf des Bayreuther Baudirektors Friedrich Jakob Grael, 1741 erfolgte die Erneuerung des Langhauses. Die letzte durchgreifende Restaurierung erfolgte 1930 bis 1932 unter Leitung von Christian Ruck (Nürnberg): u. a. Erhöhung der Decke im Langhaus, neue Treppenaufgänge zu den Emporen.
Kanzelaltar, Taufengel und Orgelgehäuse stammen von Wolfgang Adam Knoll. Die erste Orgel fertigte Friedrich Heidenreich, in deren Gehäuse Hey Orgelbau 1981 ein neues Werk mit 18 Registern baute.
Zur Befestigung des Friedhofs gehörten vier Rundtürme an den Ecken einer Ummauerung. Mitte des 19. Jahrhunderts wurde die Südmauer bei der Erweiterung des Friedhofs beseitigt und der nordöstliche Turm abgerissen. Weitere Mauerteile wurden mit Häusern überbaut, drei Rundtürme sind erhalten geblieben. Einer dient seit 1959 als Gedächtnisstätte für die Kriegsgefallenen.

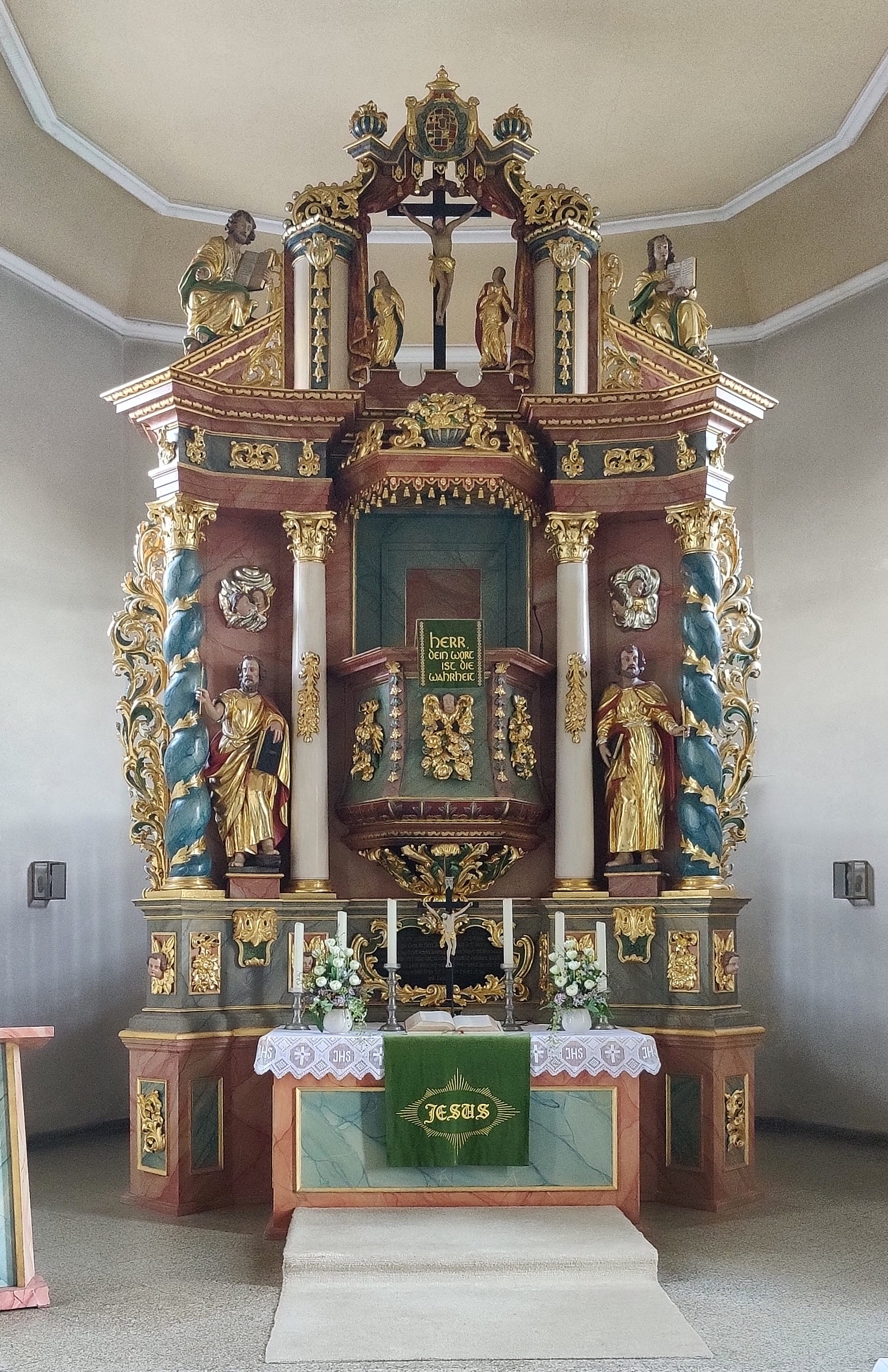
Kanzelaltar
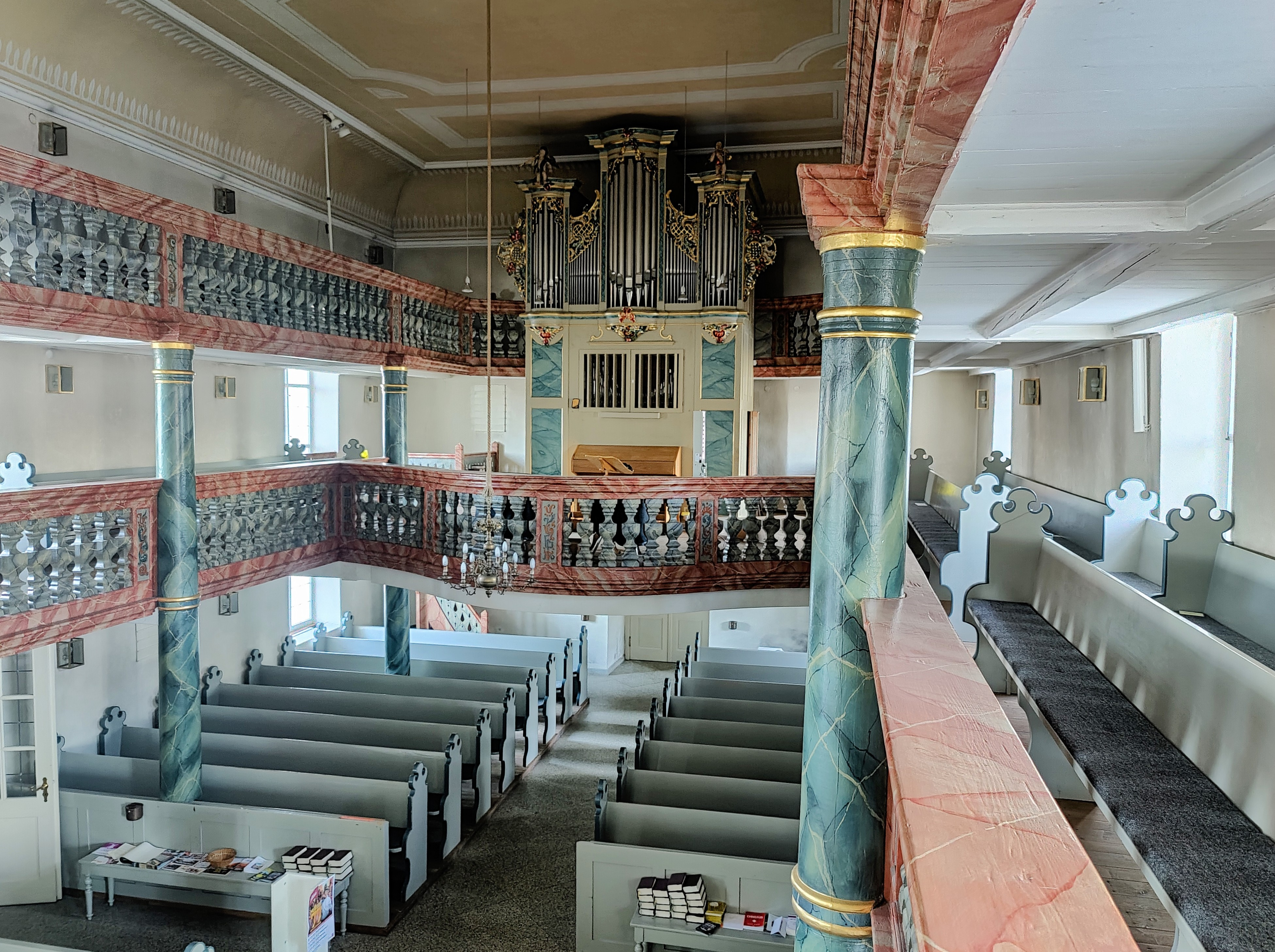
Blick zur Orgel
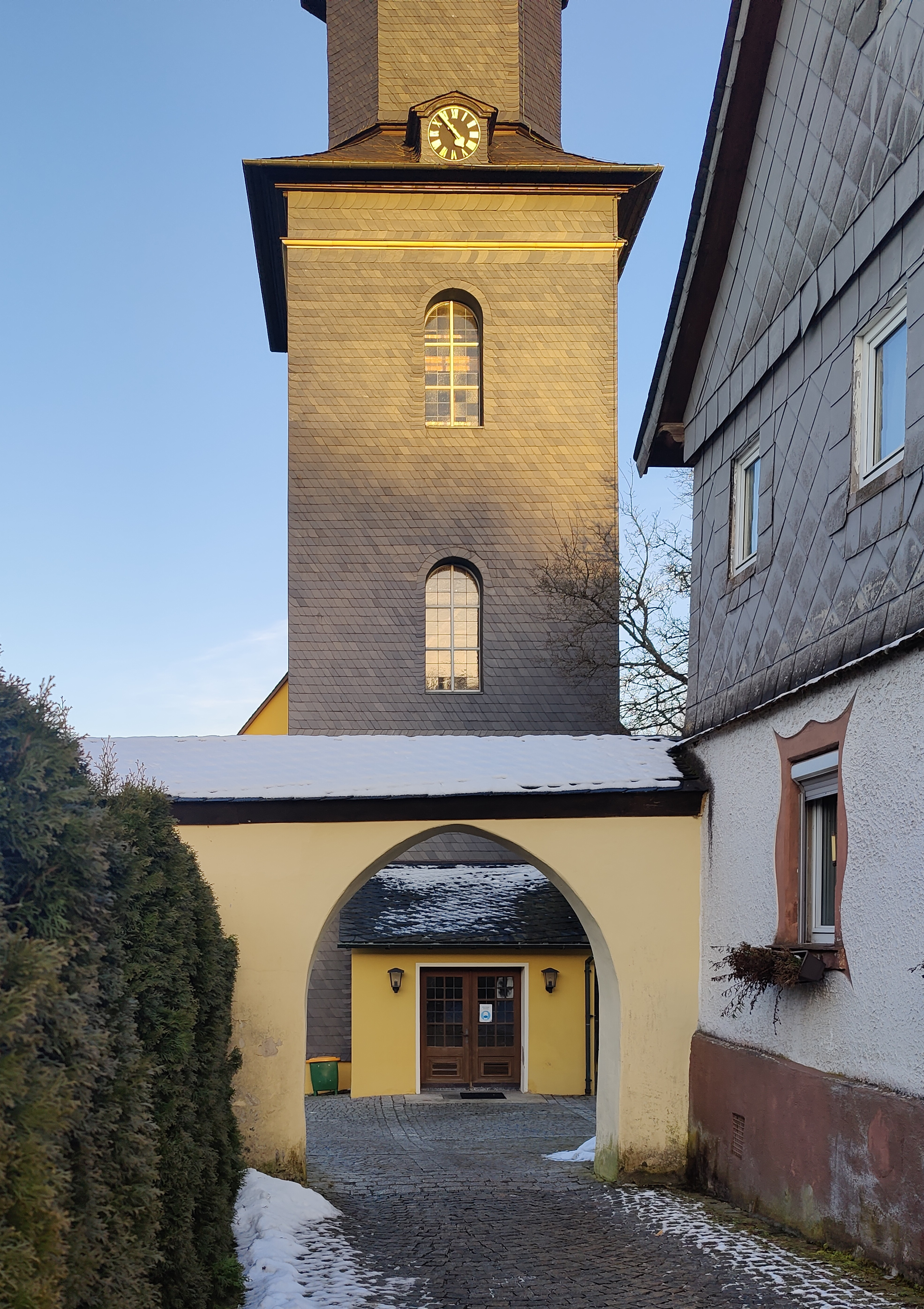
Portal
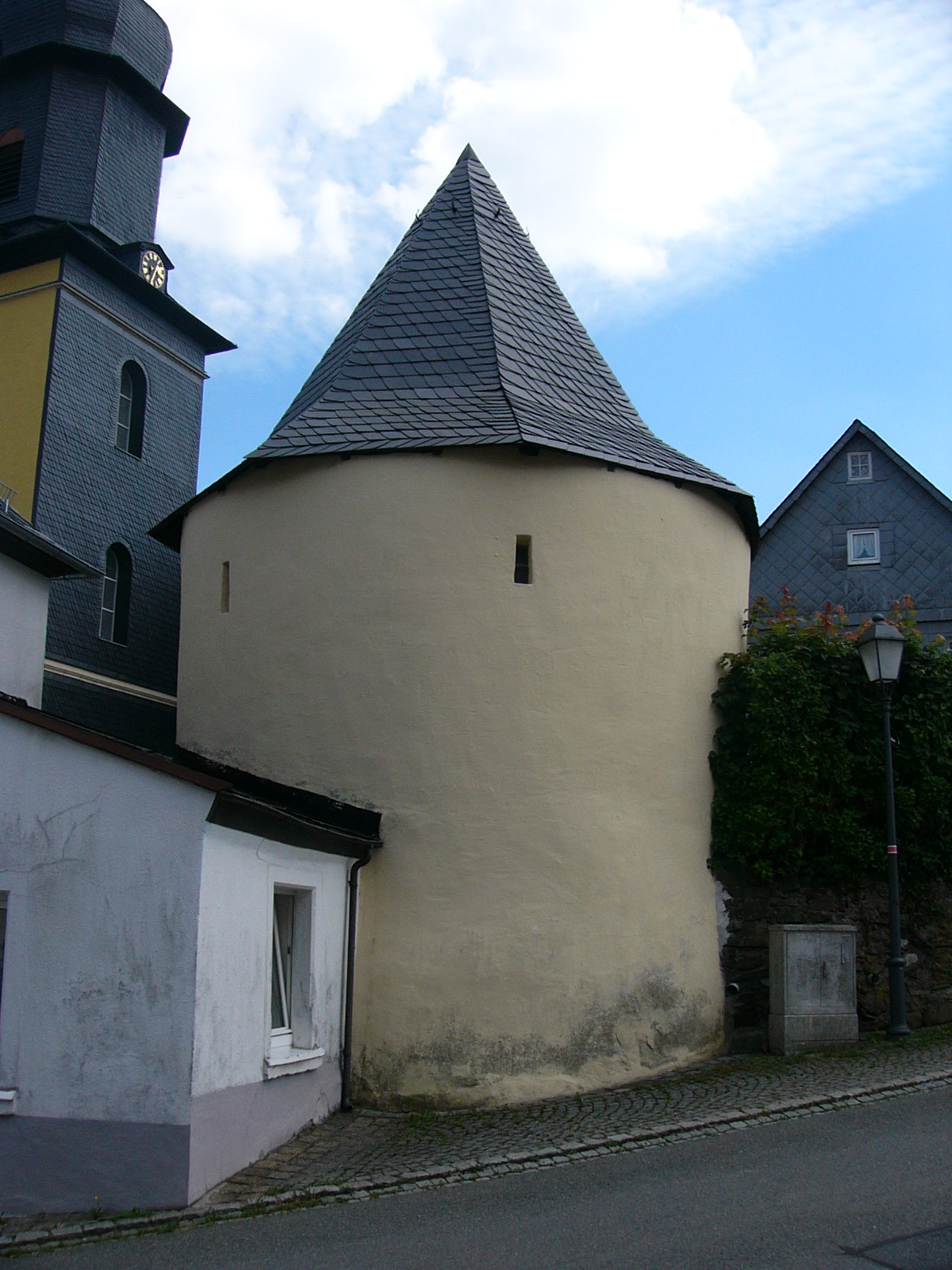
Rundturm
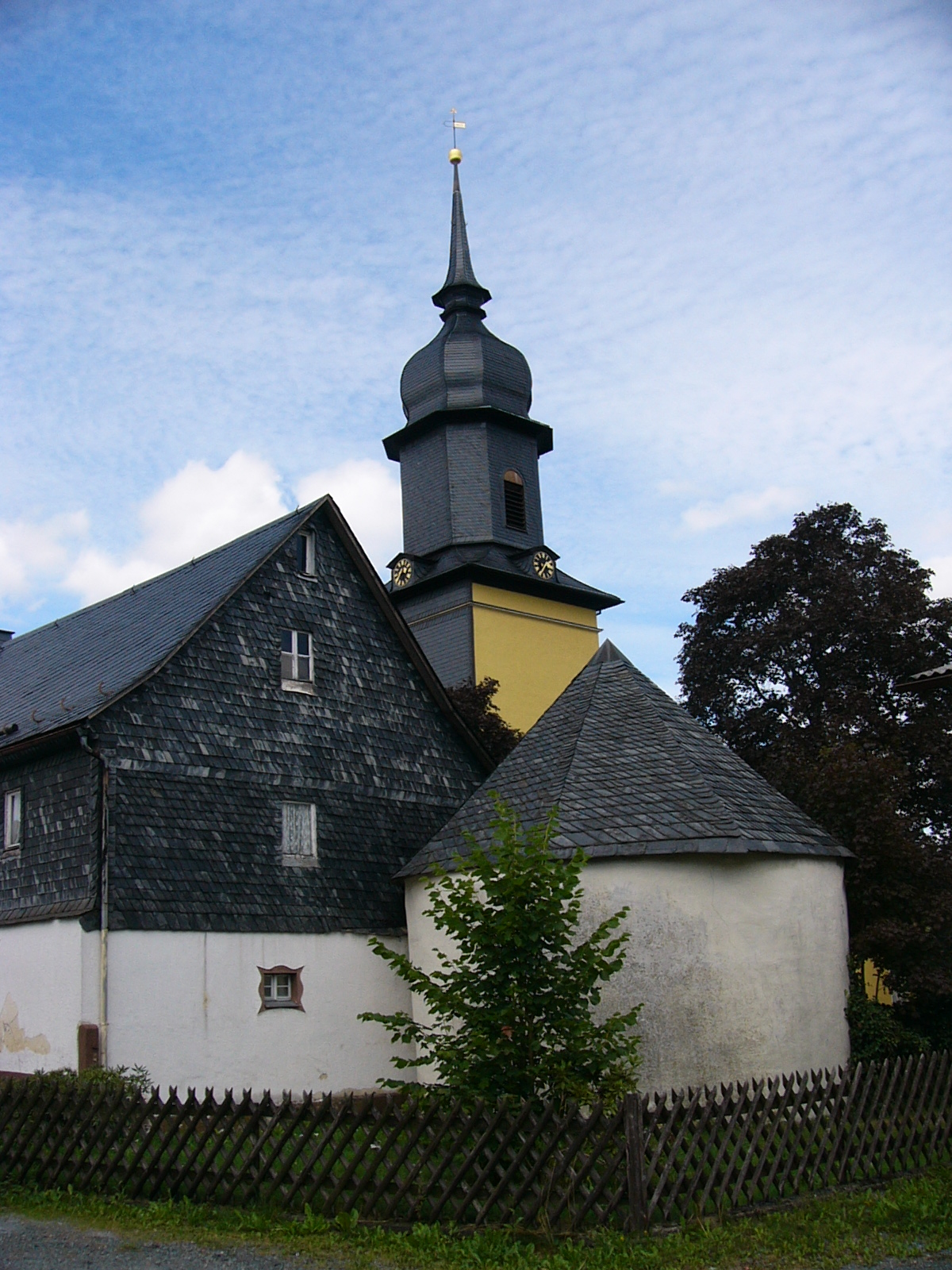
Ensemble
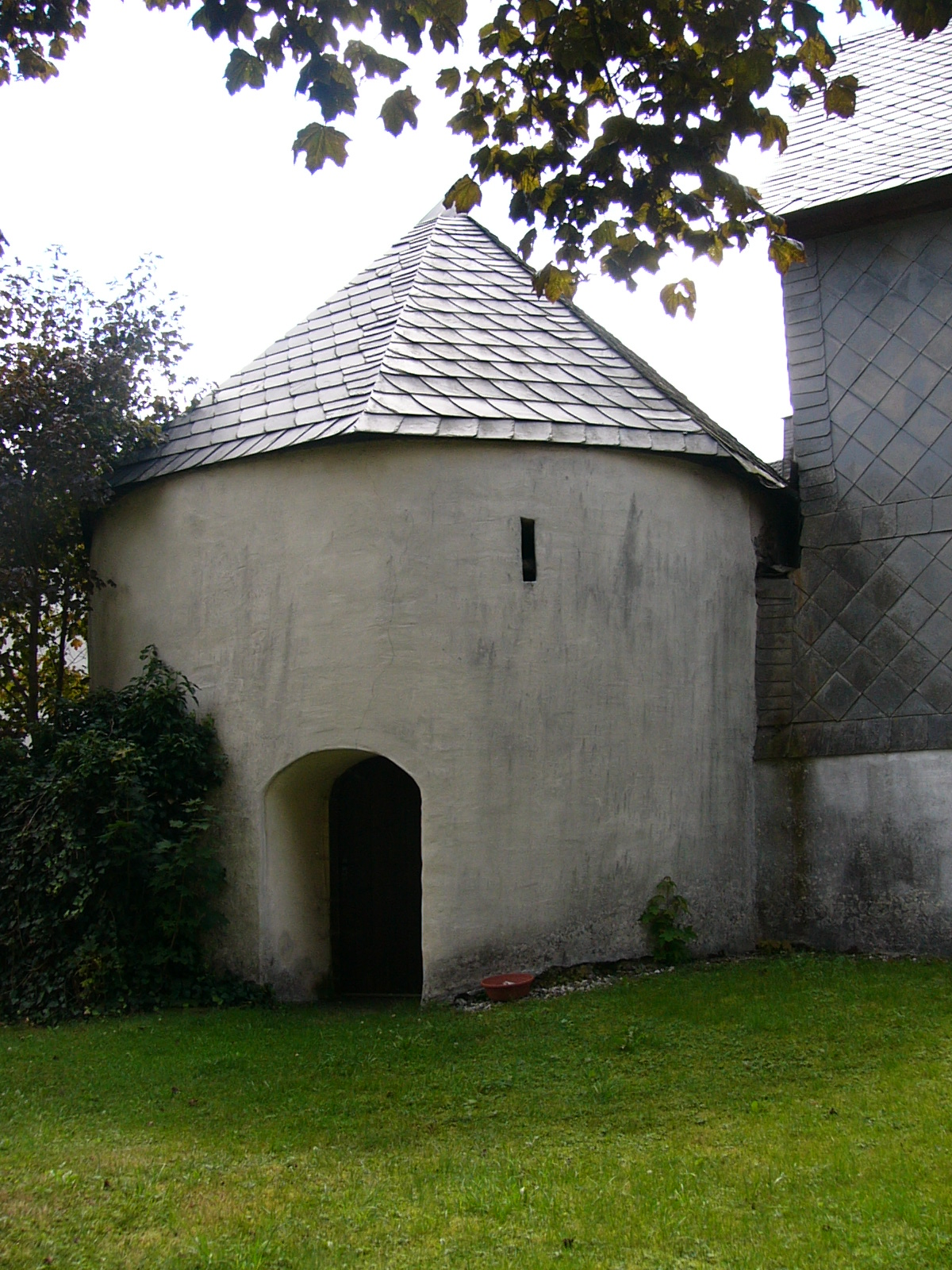
Innenansicht
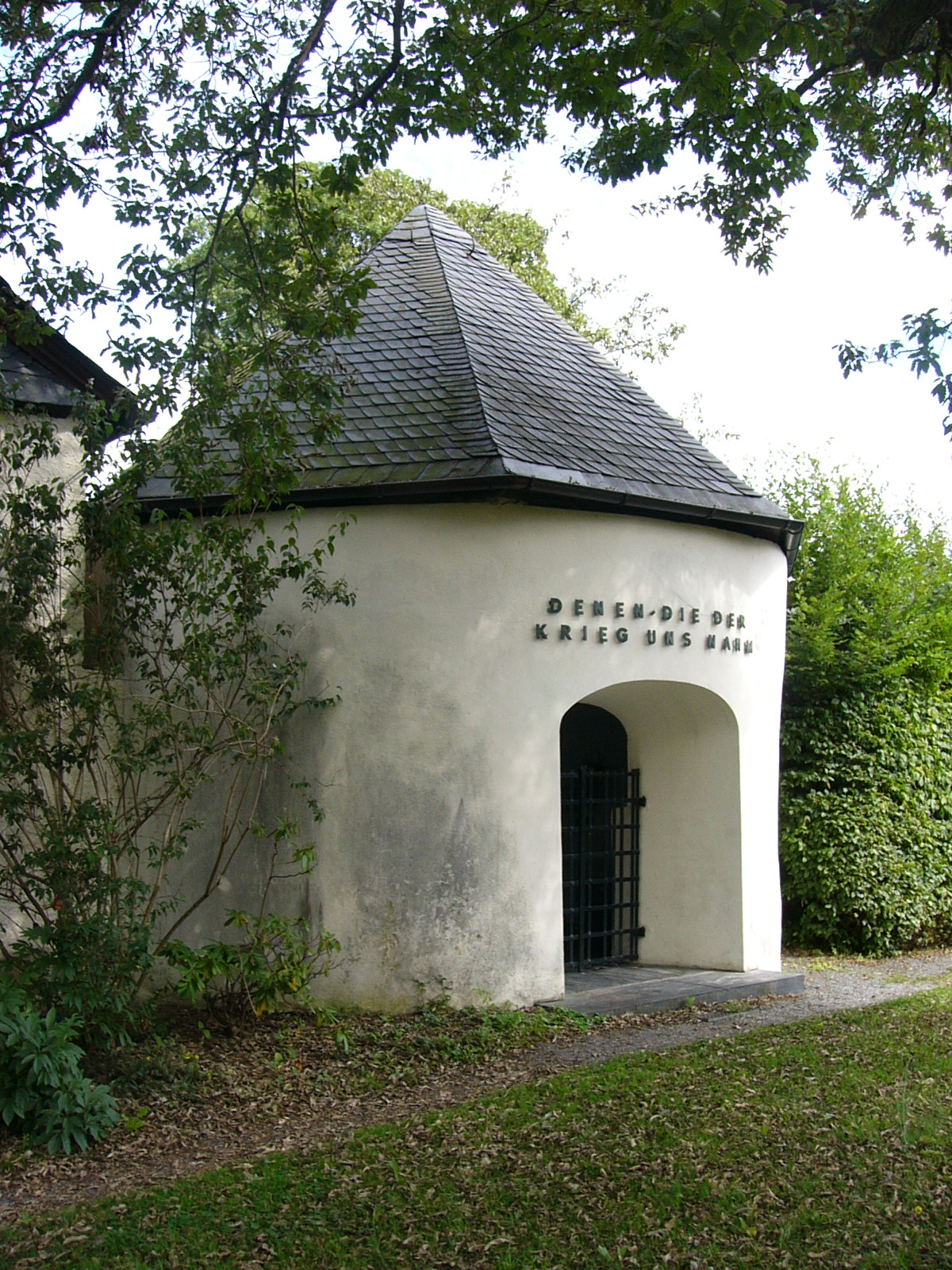
Gefallenendenkmal